# Phylliroe
Phylliroe Péron & Lesueur, 1810 è un genere di molluschi nudibranchi della famiglia Phylliroidae.

## Tassonomia
Il genere comprende due specie:
- Phylliroe bucephala Lamarck, 1816 - specie tipo
- Phylliroe lichtensteinii Eschscholtz, 1825